# Nanna Bryndís Hilmarsdóttir
En aquest nom islandès, el darrer nom és un patronímic, no pas un cognom. La manera de referir-se a aquesta persona és pel nom de pila.
Nanna Bryndís Hilmarsdóttir és una cantant islandesa que va néixer el 6 de maig de 1989. A banda de cantar en solitari en altres ocasions, és l'actual vocalista i guitarrista del grup Of Monsters and Men.
Va néixer a Garður, Islàndia, on va cursar estudis musicals. Abans de formar part de la banda Of Monsters and Men, va confabular un projecte en solitari anomenat Songbird. El grup va sorgir a petició d'aquesta per participar durant el 2010 al concurs islandès Músíktilraunir, el qual van guanyar amb la cançó Phantom.